# أفيباكتام
أفيباكتام Avibactam هو دواء من المضادات الحيوية غير البيتا لاكتامية ويعد من مثبطات البيتالاكتاماز. أفيباكتام من المضادات الحيوية التي يجري تطويرها من قبل شركة أكتافس بالتعاون مع شركة أسترا زينيكا. وهنالك طلب دواء جديد لأفيباكتام قدم بالاقتران مع السيفنازيديم وافقت عليه إدارة الغذاء والدواء في 25 فبراير 2015، لعلاج المسالك البولية المعقدة والتهابات البطن الداخلية المعقدة الناجمة عن المضادات الحيوية المرضية المقاومة بما في ذلك تلك الناجمة عن مقاومة مسببات الأمراض البكتيرية سالبة الجرام المتعددة.
زيادة مقاومة السيفالوسبورين في الجرام - (-) مسببات الأمراض البكتيرية، وخاصة في العدوى المكتسبة من المستشفيات،

## الزمرة الدوائية
يعتبر أفيباكتام من مثبطات البيتالاكتاماز الجديدة. أفيباكتام مثبط β-لاكتاماز قيد مرحلة التطوير العلاجي، جنبا إلى جنب مع شركاء β- لاكتام، لعلاج الالتهابات البكتيرية التي تضم الكائنات سالبة الجرام. هو من الفئة البنيوية المثبطة وأنه لا يحتوي على نواة β- لاكتام ولكن يحافظ على قدرة الacylate تساهميا.
هناك حاجة ملحة لمضادات الجراثيم الجديد التي تنشط ضد البكتيريا المقاومة للعقاقير. على وجه الخصوص، تراكمت لدى بعض مسببات الأمراض سلبية الغرام آليات المقاومة ما يكفي لجعلها تستعصي على العلاج بالفعل بالمعالجة الكيميائية للجراثيم الحديثة.

## الخواص
ينتمي المركب لزمرة مثبطات البيتا لاكتاماز